# Kreis Quedlinburg
| Basisdaten                                                | Basisdaten                                                |
| --------------------------------------------------------- | --------------------------------------------------------- |
| Bezirk der DDR                                            | Halle                                                     |
| Kreisstadt                                                | Quedlinburg                                               |
| Fläche                                                    | 503 km² (1989)                                            |
| Einwohner                                                 | 89.003 (1989)                                             |
| Bevölkerungsdichte                                        | 177 Einwohner/km² (1989)                                  |
| Kfz-Kennzeichen                                           | K und V (1953–1990) KT und VT (1974–1990) QLB (1991–1994) |
|                                                           |                                                           |
| Der Kreis Quedlinburg im Bezirk Halle (anklickbare Karte) |                                                           |

Der Kreis Quedlinburg war ein Landkreis im Bezirk Halle der DDR. Ab 1990 bestand er als Landkreis Quedlinburg im Land Sachsen-Anhalt fort. Sein Gebiet liegt heute im Landkreis Harz in Sachsen-Anhalt. Der Sitz der Kreisverwaltung befand sich in Quedlinburg.

## Geographie
Der Kreis Quedlinburg lag im östlichen und mittleren Unterharz sowie nordöstlichen Harzvorland und wurde von der Bode durchflossen. Er grenzte im Uhrzeigersinn im Norden beginnend an die Kreise Halberstadt, Aschersleben, Hettstedt, Sangerhausen und Wernigerode.

## Geschichte
Am 25. Juli 1952 kam es in der DDR zu einer umfangreichen Verwaltungsreform, bei der unter anderem die Länder der DDR aufgelöst und neue Bezirke eingerichtet wurden. Der bisherige Landkreis Quedlinburg gab Gemeinden an die Kreise Aschersleben, Staßfurt und Wernigerode ab. Aus dem verbleibenden Kreisgebiet wurde der neue Kreis Quedlinburg mit Sitz in Quedlinburg gebildet. Der Kreis wurde dem neu gebildeten Bezirk Halle zugeordnet.
Am 17. Mai 1990 wurde der Kreis in Landkreis umbenannt. Anlässlich der Wiedervereinigung der beiden deutschen Staaten wurde der Landkreis Quedlinburg im Oktober 1990 dem wieder gegründeten Land Sachsen-Anhalt zugesprochen. Bei der ersten Kreisreform in Sachsen-Anhalt wurde er am 1. Juli 1994 um mehrere Gemeinden des Landkreises Aschersleben vergrößert. Gleichzeitig trat er mehrere Gemeinden an den Landkreis Wernigerode ab. Am 1. Juli 2007 ging der Landkreis Quedlinburg im neuen Landkreis Harz auf.

## Einwohnerentwicklung
| Jahr      | 1960   | 1971   | 1981   | 1989   |
| Einwohner | 99.326 | 96.148 | 89.724 | 89.003 |

## Städte und Gemeinden
Nach der Verwaltungsreform von 1952 gehörten dem Kreis Quedlinburg die folgenden Städte und Gemeinden an:
| - Allrode - Badeborn - Bad Suderode - Ballenstedt, Stadt - Dankerode - Ditfurt - Friedrichsbrunn - Gernrode, Stadt | - Güntersberge, Stadt - Harzgerode, Stadt - Königerode - Neinstedt - Neudorf - Quedlinburg, Stadt - Rieder - Schielo | - Siptenfelde - Stecklenberg - Straßberg - Thale, Stadt - Timmenrode - Warnstedt - Weddersleben - Westerhausen |

## Wirtschaft
Wichtige Betriebe waren unter anderen:
- VEB Eisen- und Hüttenwerke (EHW) Thale
- VEB Union Quedlinburg
- VEB Philopharm Quedlinburg
- VEB Harzer Uhren Gernrode
- VEB Diagrammdruck Quedlinburg
- VEB MERTIK Quedlinburg
- VEB Metallspielwaren Thale
- VEB Druckguss- und Kolbenwerke Harzgerode
- VEB Baumaschinen Ballenstedt
- VEB Gummiwerk Ballenstedt
- VEB Ballenstedter Feinkost
- VEB Meßgerätewerk Ballenstedt

## Verkehr
Die F 6 von Wernigerode über Quedlinburg nach Leipzig und die F 79 Richtung Halberstadt dienten dem überregionalen Straßenverkehr.
Dem Eisenbahnverkehr dienten die Strecken Magdeburg–Quedlinburg–Thale und Quedlinburg–Frose sowie die Selketalbahn.

## Kfz-Kennzeichen
Mit der Gründung der Bezirke wurden ab Mitte 1953 die Besatzungszonenkennzeichen durch neue Kfz-Kennzeichen abgelöst. Die alten Kennzeichen mussten bis zum 31. Januar 1954 ersetzt sein. Jeder Bezirk erhielt einen Buchstaben. Im Bezirk Halle und somit auch im Kreis Quedlinburg war es das K. Der zweite Buchstabe und die vier Ziffern waren fortlaufend. Bereits Ende der 1950er war es in einigen Bezirken erforderlich geworden, einen zweiten Buchstaben einzuführen. Dieser war im Bezirk Halle das V. Da im Laufe der frühen 1970er Jahre die Variationen erneut nicht ausreichten, führte man mit Wirkung zum 1. Oktober 1974 neben den bisherigen Nummernschildern auch welche mit drei Buchstaben und drei Ziffern ein. Im Kreis Quedlinburg begannen diese mit KT und VT. Der erste  Buchstabe stand weiterhin für den Bezirk Halle, während das T anzeigte, dass das Fahrzeug im Kreis Quedlinburg gemeldet ist. Ab dem 1. Januar 1991 wurden ausschließlich Kennzeichen nach dem System der Bundesrepublik vergeben. Diese zeigten im Landkreis Quedlinburg vorne die Buchstabenfolge QLB. Die DDR-Nummernschilder verloren mit Wirkung zum 1. Januar 1994 ihre Gültigkeit.
Eine Ausnahme bildeten Motorräder, für die durchweg Nummernschilder mit zwei Buchstaben und vier Ziffern vergeben wurden.
Die letzte für Motorräder genutzte Kennzeichenserie war VU 00-01 bis VU 99-99.